# 皂户李乡
皂户李乡是中国山东省滨州市惠民县下辖的一个乡。

## 行政区划
皂户李乡下辖皂户李村、大杜村、曹家庙村、赵玉堂村、打箔路村、打箔李村、沈家庙村、簸箕常村、火把李村、西卢李村、张集街村、河西王村、河西崔村、西吕家村、阎曹庄村、河南张村、秘家村、王玉甫村、张枣棍村、北刘村、天丁村、歇马亭村、李栋村、张尹村、王刘庄村、李六家村、袁家庙村、后屯街村、新屯村、石庙村、小朱村、小赵村、岔路村、幸福郑村、前找李村、后找李村、菜园刘村、幸福赵村、纪家村、任三庄村、二堡杨村、二堡宋村、豆腐寨村、十五里堂村、刘内官村、东卢家村、张稍杆村、康家堡村、西双庙村、范家村、耿牛张村、东崔家村、头堡赵村、园子李村、陈坡牛村、管家村、石王庄村、沙河张村、沙河郝村、马家村、东吕家村、刘家村、沙河毕村、冯家村、管家堡村、南宋村、曹家村、杨千村、寇杨村、东阎村、韩家村、于大夫村、吴家村、草碾郭村。